# St. Ulrich und Johannes Baptist (Schwenningen)

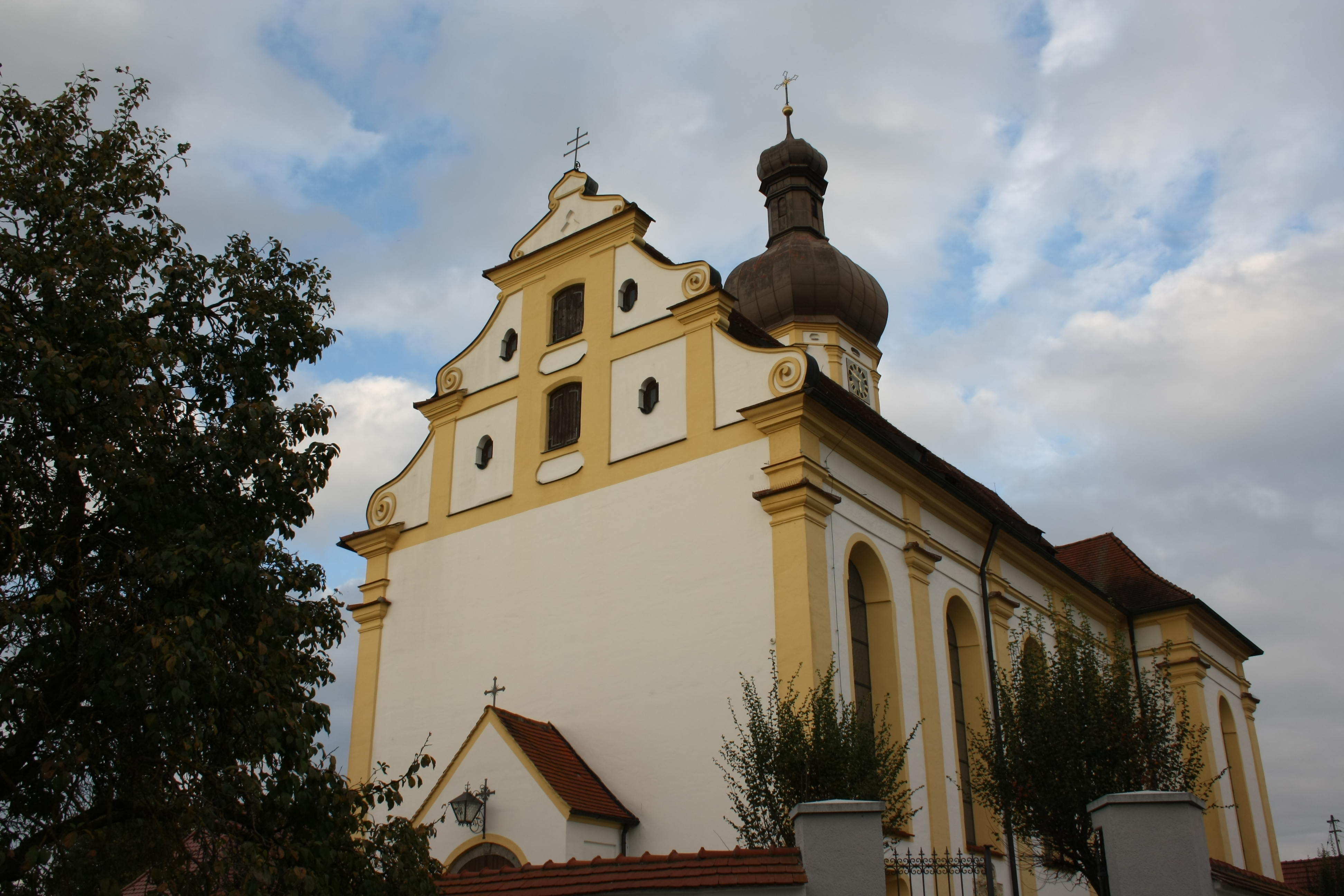
Katholische Pfarrkirche St. Ulrich und Johannes Baptist in Schwenningen

Die römisch-katholische Pfarrkirche St. Ulrich und Johannes Baptist in Schwenningen, einer Gemeinde im Landkreis Dillingen an der Donau im bayerischen Regierungsbezirk Schwaben, geht auf eine spätgotische Vorgängerkirche zurück. Die heutige Kirche ist ein Barockbau mit einer Ausstattung im Stil der Neorenaissance aus dem späten 19. Jahrhundert.

## Geschichte
Vermutlich zu Beginn des 14. Jahrhunderts wurde in Schwenningen eine Pfarrei eingerichtet. Dem ersten Kirchenbau folgte im 14./15. Jahrhundert eine spätgotische Kirche, von der die unteren Geschosse des Turmes erhalten sind. Von 1543 bis 1619 und während der Schwedenherrschaft von 1632 bis 1634 war die Kirche protestantisch und erlitt beträchtliche Verluste an Kunstwerken. Nach 1634 war sie dem Verfall preisgegeben und wurde erst 1684 wieder instand gesetzt, wie die Jahreszahl am Türstock der Sakristei bezeugt. Erneute Schäden erlitt die Kirche während des Spanischen Erbfolgekrieges, vor allem in den Schlachten der Jahre 1703 und 1704. 1726 erfolgte ein Neubau der Kirche nach den Plänen des Maurermeisters Andreas Moosbrugger. Mit der Stuckierung wurde Balthasar Suiter beauftragt. Am 13. September 1740 fand die Weihe der neuen Kirche durch Weihbischof Johann Jakob von Mayr statt. 1747 erhöhte Joseph Eberhard aus Dillingen nach dem Entwurf von Balthasar Suiter den von der Vorgängerkirche erhaltenen Satteldachturm um die Oktogongeschosse und die Doppelzwiebelhaube mit Laterne. 1863 wurden die seitlichen Eingänge vermauert und an der Westfassade das Vorzeichen errichtet. 1879 erhielt die Kirche eine neue Ausstattung im Stil der Neorenaissance. Die letzte Renovierung wurde im September 2010 abgeschlossen.

## Architektur
Für die unteren Geschosse des Turmes wurden Quader und Bruchsteinmauerwerk verwendet, ansonsten ist die Kirche aus Ziegelstein errichtet und verputzt.

### Außenbau
Die Außenfassade ist durch Pilaster mit toskanischen Kapitellen und große Rundbogenfenster gegliedert. Die Westfassade besitzt einen mit Lisenen und Blendfelder gestalteten Stufengiebel, dessen Ecken in Voluten auslaufen.
Im nördlichen Chorwinkel schließt sich der achtgeschossige Turm an. Die unteren sechs Stockwerke, die sich paarweise nach oben verjüngen, sind quadratisch, die beiden oberen bilden ein Oktogon, dessen Ecken durch Lisenen mit profilierten Kämpfern hervorgehoben sind.

### Innenraum

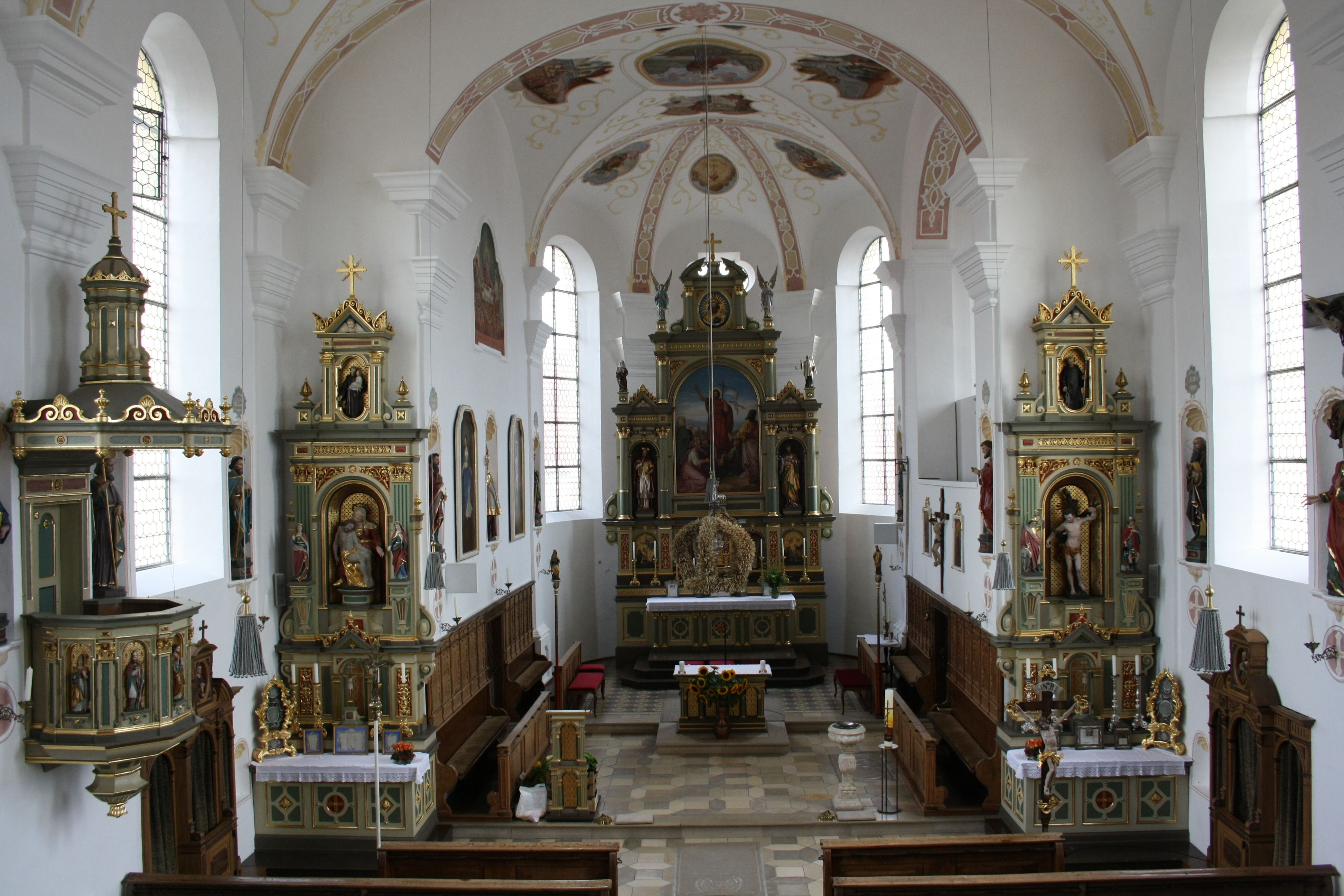
Katholische Pfarrkirche St. Ulrich und Johannes Baptist, Innenraum mit Blick zum Chor

Das einschiffige Langhaus erstreckt sich über vier Joche und ist von einer Korbbogentonne mit Stichkappen überwölbt. Es mündet im Osten in einen eingezogenen, um eine Stufe erhöhten quadratischen Chor mit halbkreisförmiger Apsis. Der Chor besitzt ein Kreuzgratgewölbe, an das sich die Halbkuppel der Apsis anschließt. Den westlichen Abschluss des Langhauses bildet eine doppelte Empore, wobei auf der oberen die Orgel aus der Mitte des 18. Jahrhunderts untergebracht ist. Die Wände gliedern flache Pilaster mit profilierten Kapitellen.

## Stuck
Gewölbefelder, Gurtbögen und Emporenbrüstungen sind reich mit Stuck verziert, der 1727 von Balthasar Suiter geschaffen und wieder restauriert wurde. Ornamente, Rankenwerk und Muschelkonsolen wechseln mit Bildkartuschen, Engelsköpfen und Fruchtkörben, in grau auf weiß und weiß auf ocker und rosa.

## Fresken

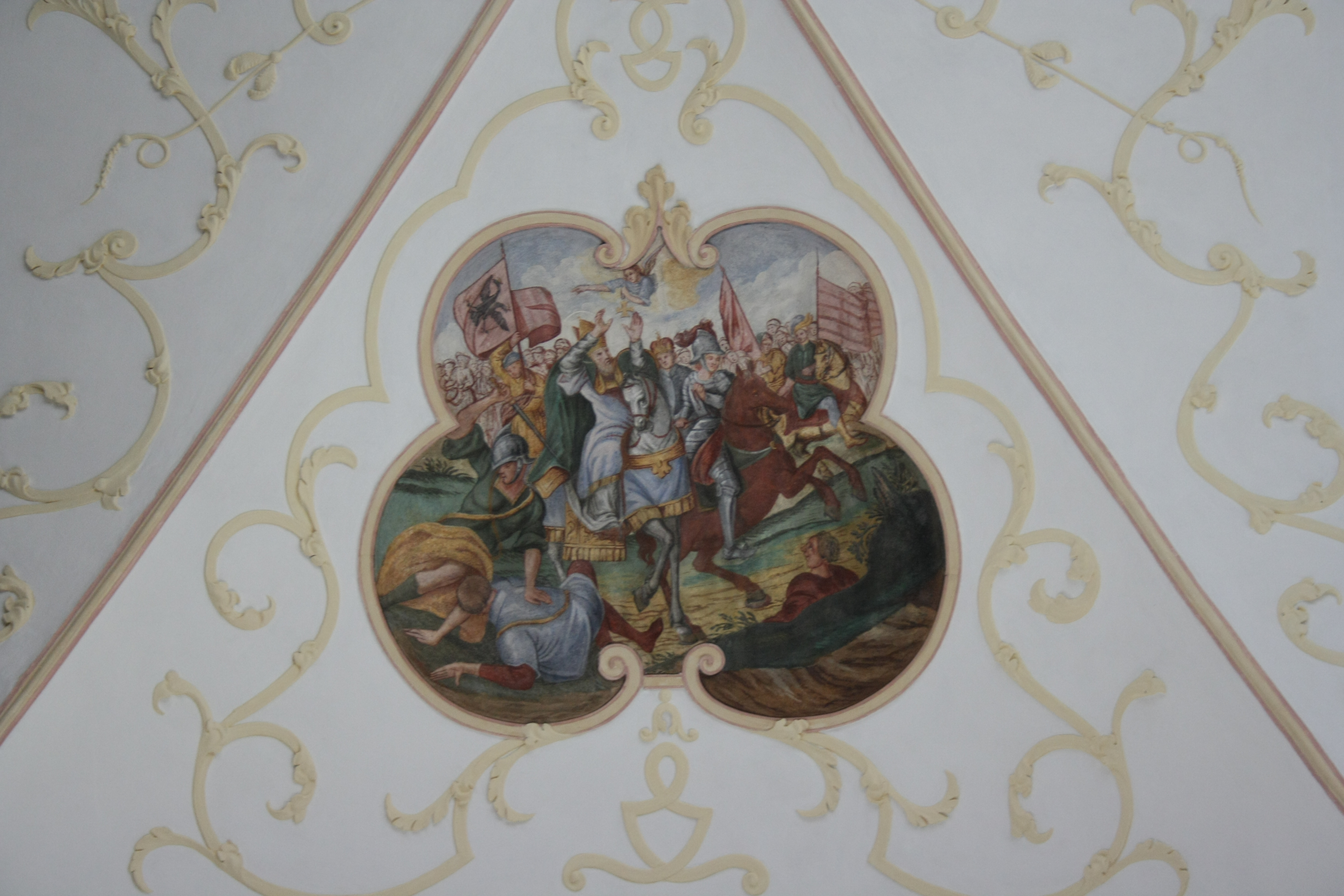
Katholische Pfarrkirche St. Ulrich und Johannes Baptist, Deckenfresko mit der Darstellung des heiligen Ulrich in der Schlacht auf dem Lechfeld

Die Deckenbilder wurden 1726 von dem Hofmaler Augustin Laur aus Dillingen ausgeführt. An der Decke des Chores wird Jesus als Guter Hirte dargestellt, der von den vier Evangelisten umgeben ist. Die drei Medaillons in der Apsis stellen in der Mitte das Herz Jesu und an den Seiten den heiligen Georg und den Erzengel Michael dar.
Die mittleren Szenen im Langhaus stellen dar: Christi Himmelfahrt, den heiligen Sebastian und den heiligen Ulrich als Fürbitter für die Gemeinde vor der Heiligen Dreifaltigkeit und Mariä Himmelfahrt.
Auf der Nordseite sind Szenen aus dem Leben des heiligen Ulrich dargestellt wie das Fischwunder, die Schlacht auf dem Lechfeld, die Erweckung eines Toten durch den heiligen Ulrich oder wie er die Messe feiert.
Die Szenen auf der Südseite sind dem heiligen Sebastian gewidmet und zeigen den Heiligen mit einem Engel, wie er einer Frau Trost spendet, sein Martyrium und seinen Tod.
Die Darstellung der heiligen Cäcilia, die auf der Orgel spielt, an der oberen Emporenbrüstung wurde bei der Innenrenovierung von 1923/24 hinzugefügt.

## Ausstattung
Die Altäre, die Kanzel, die Beichtstühle und das Chorgestühl stammen von 1879, als die Ausstattung der Kirche im Stil der Neorenaissance erneuert wurde.
Der Taufstein, eine Muschelschale aus der Zeit um 1700, weist an seinem Fuß ein eingraviertes Kreuz mit Christusmonogramm auf.
Die Apostelfiguren stammen wie der größte Teil der Innenausstattung von 1879. Die älteste Skulptur ist ein Kruzifix mit überlebensgroßem Christus, das um 1520 geschaffen wurde.
Die Orgel wurde von 1909 von Franz Borgias Maerz gefertigt. 